# Géniové aneb Povahy lásky
Géniové aneb Povahy lásky (ve francouzském originále Les Génies ou les Caractères de l'Amour, zmiňovaná též pod názvem Géniové živlů / Les Génies élémentaires) nebo nejčastěji jen jako Géniové, je opera (žánru opéra-ballet) o prologu a čtyřech dějstvích francouzské operní skladatelky známé pod jménem „slečna Duvalová“ (Mademoiselle Duval). Libreto napsal Jacques Fleury. Opera měla premiéru 18. října 1736 v Académie royale de musique (Opeře) v Paříži.

## Vznik, charakteristika a historie
Géniové jsou (podle de Lérisova Dictionnaire des Théâtres) 126. operou hranou v pařížské Académie royale de musique a druhou – po Kefalovi a Prokris Élisabeth Jacquet de La Guerre z roku 1694 – kterou zkomponovala žena.
O autorce, slečně Duvalové, je jen málo nesporných zpráv. Podle dobových zpráv jí bylo v době premiéry Géniů roku 1736 osmnáct let – možná i více, ale nejvýše dvacet pět. Nebyla neznámá, naopak v prostředí pařížské opery vyrostla. Její matka, Claudine Duvalová, byla tanečnicí Opery v letech 1713 až 1739 a milenkou papežského nuncia u francouzského královského dvora, kardinála Cornelia Bentivoglia, který mohl být skladatelčiným otcem; v každém případě byla nemanželským dítětem a s tím souvisela i její předívka „La Légende“. Její tetou navíc byla Marie Antierová (1687–1747), slavná sopranistka pařížské opery (v Géniích ztvárnila dvě role). Samotná slečna Duvalová ve třinácti letech zpívala v operním sboru a rovněž v salonu knížete z Carignana, intendantovi Menus-Plaisirs Ludvíka XV. a tím i nadřízeného celé Académie royale de musique, kterému je ostatně partitura Géniů věnována. S jistotou se ví, že ještě v letech 1745–1746 koncertovala v provinciích (Grenoble, Lyon), u kusých pozdějších zpráv není jisté, zda se týkají téže ženy, protože Duvalová je velmi běžné jméno. 
Géniové jsou je v originálních pramenech označováni jako „balet“, čímž se však myslí „opéra-ballet“; podobně jako ve vlastní opeře neboli „tragédie en musique“ jsou zde zpívané i tančené části, ale na rozdíl od ní není děl jednotný, nýbrž sestává z různých epizod na společné téma. Tím jsou v případě Géniů různé podoby lásky, které jsou provázány se čtyřmi antickými živly: postupně vodou, zemí, ohněm a vzduchem. Výrazem této dvojí povahy je i skutečnost, že čtyři části díla jsou v partituře označovány dramatickým či operním pojmem „actes“, tedy „jednání“, zatímco v libretu baletním pojmem „entrées“.  Autor libreta Jacques Fleury není blíže znám.
Hudba je podle dirigentky Camille Delaforgeové „ve velkém Rameauově stylu“; hudební kritička Véronique Boudierová ji situuje na pomezí Lullyho a Rameaua. Zatímco rytmy a recitativ jsou ve francouzském (lullyovském) stylu, melodický zpěv nese znaky italské virtuozity; hudba je velmi živá a barvité a umně rytmizované basso continuo prozrazuje skladatelčino zázemí jako cembalistky. Hudba se zakládá na imitační zásadě a jednotlivé živly mají různé hudební charakteristiky: plynulá a lehká hudba pro vodu, tance s těžkými rytmy pro zemi, rychlé výbušné figury pro oheň, rychlá a lehká hudba pro vzduch.
Géniové byli tedy – po zkoušce v paláci knížete de Carignan – uvedeni na začátku sezóny roku 1736. Slečna Duvalová vedla představení od cembala, jak se tehdy od skladatelů očekávalo, ale také proto, aby prokázala, že je partitura skutečně její. Jak píše de Léris, publikum ženu na tomto předním místě „vidělo s potěšením a s ohromením“. Oficiální list Mercure de France otiskl dlouhý a podrobný popis díla a hodnotil: „Báseň je od pana Fleuryho a hudba od slečny Duvalové, mladé osoby, která má mnoho talentu, jak se lze snadno přesvědčit z tohoto díla, které je velmi rozmanité a mimořádně dobře propracované z nejrůznějších hledisek. Recitativ sklidil obecně velký potlesk, scény jsou dobře zpracovány, houslové melodie jsou dobře napsané a velmi veselé, sbory, zejména ty ve třetím entrée, se velmi líbily a velmi potěšily návrhem i provedením.“
Přesto v původním běhu dosáhli Géniové nevelkého počtu devíti představení; zmíněno je dále představení v srpnu roku 1738 ve Versailles v rámci Concert de la Reine a pak již v žádném divadle uvedeni nebyli. Nepříznivé přijetí bylo zřejmě způsobeno libretem, ke kterému má i Mercure de France některé výhrady, zato hudba byla chválena. Například kritik Pierre-François Guyot Desfontaines napsal, že některé části „byly hodny harmonií Les Indes galantes J.-P. Rameaua“. Voltaire psal (v dopise Bergerovi z 18. října 1736): „Jestliže opera napsaná ženou uspěje, těší mne to; je to důkaz mého malého systému, že totiž ženy jsou schopny všeho, co děláme my.“
O znovuobjevení díla se zasloužil ansámbl barokní hudby Il Caravaggio vedený dirigentkou Camille Delaforgeovou. 28. srpna 2021 provedli tuto operu na festivalu v Sablé-sur-Sarthe – v kostele Notre-Dame – ve zkrácené zhruba dvouhodinové koncertní verzi. Zpívali Jodie Devos, Anna Reinhold, Fabien Hyon a Guilhem Worms; plánováno bylo rovněž vydání nahrávky.

## Osoby a první obsazení

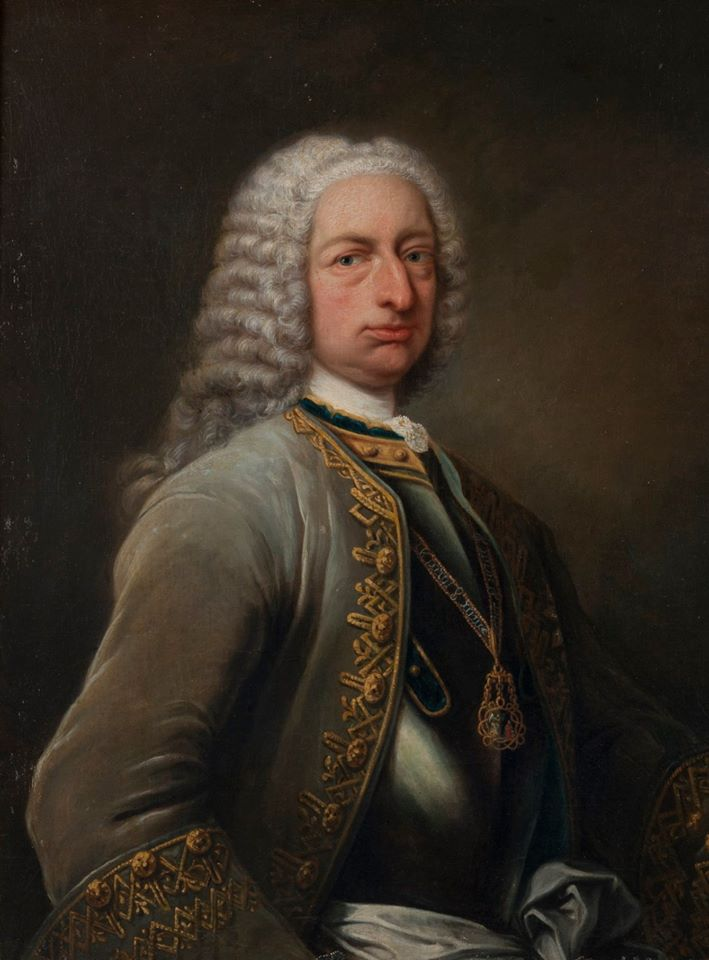
Viktor Amadeus kníže z Carignanu, příznivce slečny Duvalové, kterému byla partitura Géniů věnována

| Role                                                                     | Hlas         | Premiéra 18. října 1736                  |
| Prolog                                                                   | Prolog       | Prolog                                   |
| ------------------------------------------------------------------------ | ------------ | ---------------------------------------- |
| Zarathuštra (Zoroastre)                                                  | basse-taille | Claude-Louis-Dominique Chassé de Chinais |
| Láska (L'Amour)                                                          | soprán       | Marie Fel                                |
| Géniové živlů: Undinové, Gnómové, Sylfové, Salamandři. Kratochvíle a Hry |              |                                          |
| První dějství – Nymfy aneb Láska nerozvážná                              |              |                                          |
| Léandre                                                                  | haute-contre | Denis-François Tribou                    |
| Zerbin                                                                   | taille       | Louis-Antoine Cuvillier                  |
| Lucile                                                                   | soprán       | Mlle Duguet                              |
| Hlavní nymfa                                                             | soprán       | Marie Antier                             |
| Nymfa                                                                    | …            | Mlle Varquin                             |
| Undinové a nymfy                                                         |              |                                          |
| Druhé dějství – Gnómové aneb Láska ctižádostivá                          |              |                                          |
| Zaïre                                                                    | soprán       | Mlle Pellicier                           |
| Zamire, Zaiřina důvěrnice                                                | …            | Mlle Duguet                              |
| Gnóm, pod jménem Adolphe                                                 | basse-taille | Jean Dun                                 |
| Indický gnóm                                                             | taille       | Mr Dumast                                |
| Orientálec                                                               | taneční role | Louis Dupré                              |
| Gnómové v podobě rozličného orientálního lidu                            |              |                                          |
| Třetí dějství – Salamandři aneb Láska prudká                             |              |                                          |
| Numapire, vládce Géniů ohně                                              | basse-taille | Claude-Louis-Dominique Chassé de Chinais |
| Pircardie, princezna Géniů ohně                                          | …            | Marie Antier                             |
| Ismenide                                                                 | soprán       | Mlle Monville                            |
| Afričanka                                                                | soprán       | Marie Fel                                |
| Afričan                                                                  | taneční role | Claude Javillier                         |
| Afričanka                                                                | taneční role | Mlle Mariette                            |
| Salamandři v podobě rozličného afrického lidu                            |              |                                          |
| Čtvrté dějství – Sylfové aneb Láska vrtkavá                              |              |                                          |
| Sylf                                                                     | haute-contre | Denis-François Tribou                    |
| Sylfida                                                                  | soprán       | Marie Pélissier                          |
| Florise, převlečená za kavalíra                                          | mezzosoprán  | Mlle Eremans                             |
| Maska na bále                                                            | soprán       | Marie Fel                                |
| První maska                                                              | taneční role | David Dumoulin                           |
| Druhá maska                                                              | taneční role | Marie Sallé                              |
| Sylfové a sylfidy v různých převlecích                                   |              |                                          |

## Děj opery

### Prolog

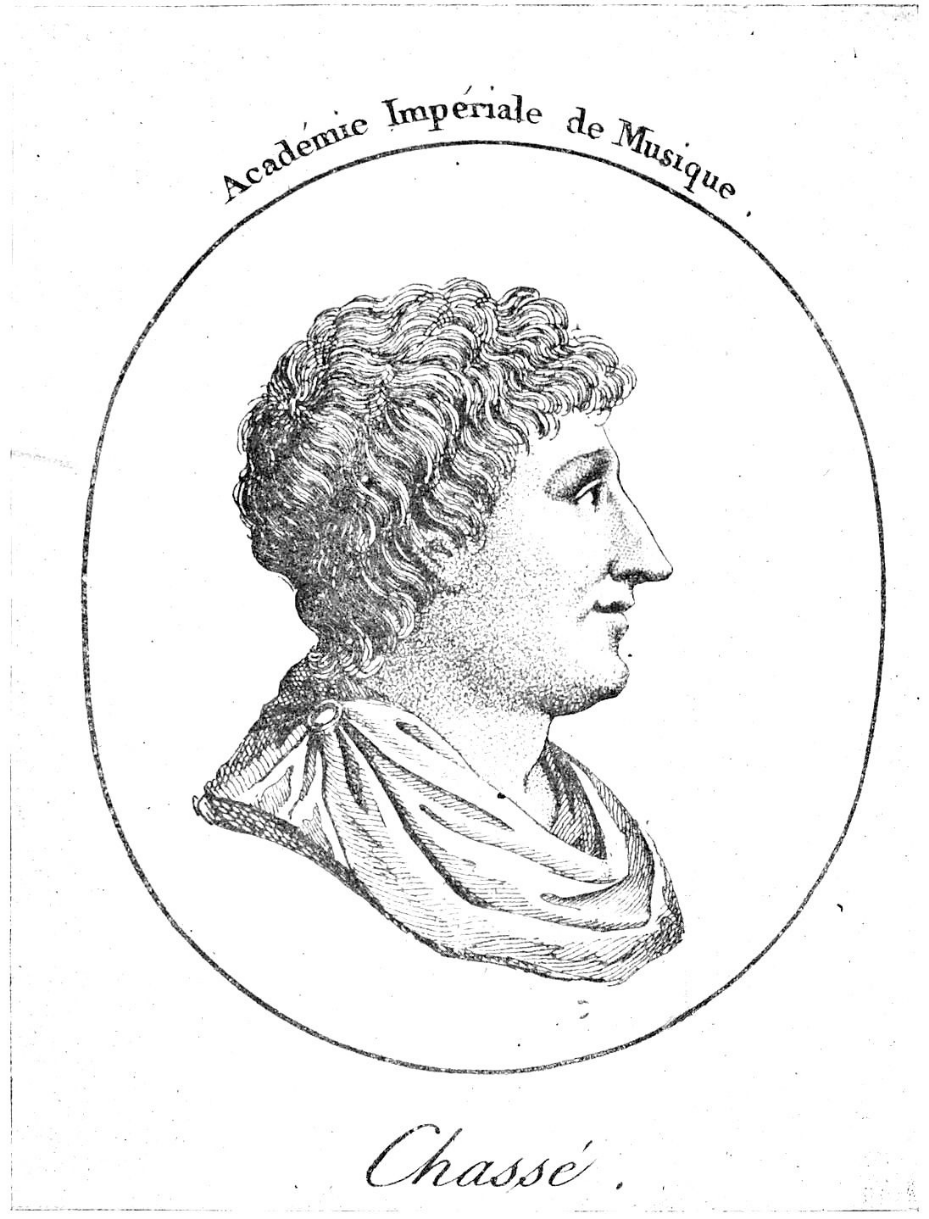
Basista Claude de Chassé, první Zarathuštra a Numapire v Géniích

Zarathuštra svolává génie čtyř živlů – země, vody, vzduchu a ohně – a posílá je do všech stran světa (recitativ a árie se sborem Il est temps que mon art instruise les Muses... Esprits soumis à mes commandements; tanec géniů). Z nebe sestoupí Amor: Zarathuštra v něm uznává vyšší moc, než je jeho (preludium k sestoupení Amora, recitativ Quels bruits!). Amor sezývá Kratochvíle a Hry a chce ukázat, jakou moc má i nad samotnými živly a jak vypadají různé druhy lásky podle živlů (árie Amora Accourez, Jeux charmants, balet Kratochvílí: 1. bourrée en rondeau – 2. bourrée – sarabanda, árie Amora Aimez-tous, cédez à l'Amour, balet: 1. menuet – 2. menuet, sbor Du doux bruits de nos chants).

### 1. dějství – Nymfy aneb Láska indiskrétní
(Příjemná zahrada na mořském břehu) Leander se svěřuje svému příteli Zerbinovi, že je blažen láskou. Zerbin krotí jeho nadšení a varuje ho před nediskrétností (ritornel, recitativ Leandra Viens être le témoin du bonheur qui m'enchante, árie Zerbina Ah! si ce Dieu comble vos vœux, árie Leandra Les plaisirs dont l'Amour sait enchanter les sens). Ptá se, zda zde Leander očekává svou milenku Lucile, ale Leander má jinou lásku, krásnější než samotnou Venuši; ať Zerbin počká a uvidí ji (recitativ a árie Leandra Un objet plus charmant... Jamais la Reine de Cythère). Jenže se blíží Lucile, která mu pořád věří, a Leander se před ní ukryje (árie Lucile Asyle des plaisirs). Lucile ho hledá a Zerbin jí zatepla zpravuje, že jí je Leander nevěrný. Lucile je zklamaná, ale ne překvapená (recitativ a árie Lucile Amante infortunée, hélas! ... Venez, venez, juste dépit). Zerbin jí radí, aby předstírala, že i ona je nevěrná, nejlépe s ním, ale toho Lucile není schopna. Pak odejdou.
Leander se vrací a vzývá předmět své lásky (árie Reviens, cher objet de mes vœux). Z moře se na lastuře připlaví mořská nymfa s četným průvodem. Je potěšena, že je tak vášnivě milována (preludium, recitativ 'Qu'éloigné de votre présence a duet Leandra a nymfy Amour, viens-nous unir). Na její pokyn mořské bytosti z jejího doprovodu zpívají a tančí na počest všudypřítomné a všemocné lásky (árie nymfy se sborem Chantez dans ce riant [charmant] boccage, balet: passacaglia – 1. passepied – 2. passepied, árie nymfy Amour, tu répons à mes [nos] vœux, árie jiné nymfy se sborem Rions, chantons sous cet ombrage, balet: 1. tambourin – 2. tambourin, duet nymfy a Leandra Tout prévient ici vos désirs).
Rej přeruší Lucile, která vtrhne se Zerlinem v patách, vyčte Leandrovi nestálost a nevděk a věží pryč (recitativ Poursuis, ingrat). Leander se zhrozí a běží se Zerbinem za ní, aby ji získal zpět. Opuštěná nymfa se rozzuří a na její pokyn je celá krajina zaplavena vodou (doprovázený recitativ nymfy Venez, tyrans des airs a orchestrální závěr).

### 2. dějství – Gnómové aneb Láska ctižádostivá
(Lesní paseka) Zaïre přišla na toto místo, kde se setkává se svým milým Adolphem, ale je nesvá (preludium a árie Douce erreur, charmante chimère). Jak se svěřuje své přítelkyni Zamire, měla v noci sen, v němž seděl Adolphe na honosném trůnu na skvostném trůnu obklopen početným dvorem. Všichni se před ním třásli v otroctví. což Zaïre shledávala okouzlujícím, zvlášť když se všichni klaněli jí stejně jako jemu (árie Quel spectacle à mes yeux s'est ouvert cette nuit). Zamire konstatuje, že sny jsou prchavé (árie Le sommeil par de doux mensonges), a Zaïre ji posílá pryč. O samotě vzdává nejvyšší úctu Amorovi (árie Je cède à ta voix qui m'appelle).
Přichází Adolphe a koří se Zaïre. Ta ho vítá s rozpaky; rozdíl mezi vysněným a skutečným Adolphem je příliš veliký. Adolphe se obává, že má soka v lásce, ale Zaïre mu vysvětluje, že vládnout nad jedinou osobou jí nestačí (árie Adolpha Je n'entends que trop a árie Zaïre Vous m'accusez d'être volage). Adolphe ji ujišťuje o své lásce (árie Adolpha Le pouvoir de vos yeux a árie Zaïre À mes foibles appas). Nato se na jeho pokyn objeví ohromný podzemní plác plný gnómů v orientálních oděvech (pochod – rondo). Adolphe překvapené Zaïre připomíná, jak se poprvé potkali a jak se do ní zamiloval (árie Ce fut dans ce jardin a duet Tendre Amour, enchaîne nos âmes). Zaïre však myslí především na to, jak bude vládnout všem těmto různým národům stejně jako jemu. Adolphe přikazuje všem, aby se zpěvem a tancem hleděli zalíbit nové paní (árie Dans ces lieux souterrains). Gnómové zpívají slávu své vládkyni (sbor Regnez dans nos climats, balet – rondo, árie indického gnóma Recevez l'éclatant hommage, balet – loure, 1. gavota, 2. gavota, sbor Dans nos climats chacun s'engage a balet – reprízy).

### 3. dějství – Salamandři aneb Láska prudká

Sopranistka Marie Felová, první představitelka několika rolí v Géniích, obraz Maurice Quentina de La Tour.

(Numapirův palác) Ismenide, vězněná Numapirem, pláče a laje Amorovi, který učinil její srdce tak věrným, že jí činí zajetí ještě trpčím kvůli nepřítomnosti jejího milého (preludium a árie Tyran d'un cœur fidèle et tendre). Na ohnivém voze se objeví Pircaride v podobě samotné Ismenidy (preludium): využila Numapirovy nepřítomnosti, aby zabila svou sokyni. Ismenide se připravuje na smrt a vzpomíná na svého milého Idase. Tím se Pircaride dozvídá, že Ismenide miluje jiného muže než Numapira, a mění plány: nechce ublížit nevinné, naopak svolává génie ohně a nechává Ismenidu odnést za jejím milencem (árie Vous qui m'obéissez).
Poté očekává Numapira (árie Elle part, et mon cœur n'est point exempt s'allarmes). Numapire se vrací a v domnění, že mluví s Ismenidou, přemlouvá ji, aby mu věnovala svou lásku. Ta si vymíní jeho přísahu, že již nemiluje nikoho jiného (rozumí se Pircaridu; árie Numapira Tout vous en donne l'assurance), a pak předstírá, že se do něj zamilovala (árie Aime un cœur qui t'adore). Šťastný Numapire svolává všechny salamandry v podobě Afričanů, aby oslavovali lásku a pokořili se nové královně (recitativ Vous que ma voix appelle a árie Que vos yeux enchantés, pochod – rondo, sbor Chantons, célébrons notre reine, balet – rondo, 1. gavota, 2. gavota, árie jedné z Afričanek L'Amour a besoin de vos charmes a balet – 1. air rondo, 2. air rondo, 1. bourrée, 2. bourrée).
Tu zasáhne Pircaride a dá se poznat ve své pravé podobě. Numapire je rozzloben a chce z pomsty zabít Ismenidu i jejího milence (árie Suivons la furerur qui me guide), ale Pircaride je bere v ochranu a dokáže svou silou Numapirovi vzdorovat (árie Ici je brave ta vengeance). Bezmocně zuřící Numapire rozkazuje salamandrům, aby celý palác podpálili (árie se sborem Servez les transports de ma rage a balet – air).

### 4. dějství – Sylfové aneb Láska vrtkavá
(Místo vyzdobené ke galantní slavnosti) Sylf očekává v tomto vzdušném království nový objekt své lásky (ritornel, recitativ Le ciel a fixé mon empire a árie Ces lieux sont ornés pour lui plaire). Hovoří s ním sylfida: tvoří se sylfem pár, ale mají otevřený vztah, oba jsou od přírody přelétaví (preludium, dialog, árie sylfidy Non, je ne croyois pas que dans le même jour, árie sylfidy Vous devez rendre grâce à ma légéreté, árie sylfa L'amour brille de moins charmes, árie sylfidy Un amant tel que vous enchante). I sylfida doufá, že se její nová známost dostaví na slavnost, a oba jsou zkontrolovat poslední přípravy (duet Lance tes trais, remporte la victoire).
Florise přichází na domluvenou schůzku, ale v přestrojení za rytíře (preludium, recitativ C'est ici que l'Amour va m'offrir des hommages a árie Amour, sus tes aimables lois). Nejprve mluví se sylfidou; ta sice hledá svého ctitele, ale s potěšením přijímá dvoření i od jiného (árie sylfidy D'une foule d'amants a La langueur des amants, duet  Formons une chaîne si belle). Začne bál, maskovaní hosté zpívají a tancují (balet – vstup masek, sbor Chantons, ne songeons qu'aux plaisirs, balet – 1. kotilion, 2. kotilion [+ árie italské masky Un dolce canto di vaga beltà]). Sylf se těší na příchod své nové lásky (recitativ Ce lieu va recevoir a árie se sborem Que de son nom ce séjour retentisse, balet – sarabanda, 1. gavota, 2. gavota). Florise pak stále v mužském přestrojení hovoří se sylfem; prý jeho krásku zná, ale ta si přeje věrnost (árie Cette jeune beauté). Ten sice vzdychá po Florise, ale přiznává, že věrnost by pro něho byla těžkým oříškem (árie sylfa Je sais accommoder ma chaîne). Poté se Florise odmaskuje a mezi maskami vyhledá svého skutečného milence (árie Florise Elle aime un cœur constant a árie sylfa L'inconstance est mon partage). Oklamala sylfa i sylfidu a nyní jim doporučuje, aby v lásce byli věrní stejně jako ona a její milý (árie Je vous ai trompé l'un et l'autre). Sylf a sylfida souhlasí (duet Suivons cet exemple sans peine) a tanec na Amorovu počest může pokračovat (árie Triomphe, fais voler tes traits, balet – 1. menuet, 2. menuet, reprízy).

## Nahrávky
- 2023 (CD 2024 Château de Versailles Spectacles CVS121). Zpívají: (Lucile/Zaïre/Isménide/Florise) Marie Perbost, (Amour/Zamide/sylfida) Florie Valiquette, (hlanví nymfa/Pircaride) Anna Reinhold, (Léandre) Étienne de Bénazé, (Ind/sylf) Paco Garcia, (Zoroastre/Numapire) Guilhem Worms, (Zerbin/Adolphe) Matthieu Walendzik, (Afričanka/nymfa) Cécile Achille. Ensemble Il Caravaggio a Chœur de l'Opéra Royal řídí Camille Delaforge.